# Kabayaki
Kabayaki (蒲焼) é uma forma de preparar peixe, especialmente enguia unagi, onde o peixe é dividido pelas costas (ou barriga), eviscerado e desossado, aberto, cortado em filés quadrados, colocado em espetos e mergulhado em um molho de soja adocicado antes de ser grelhado.

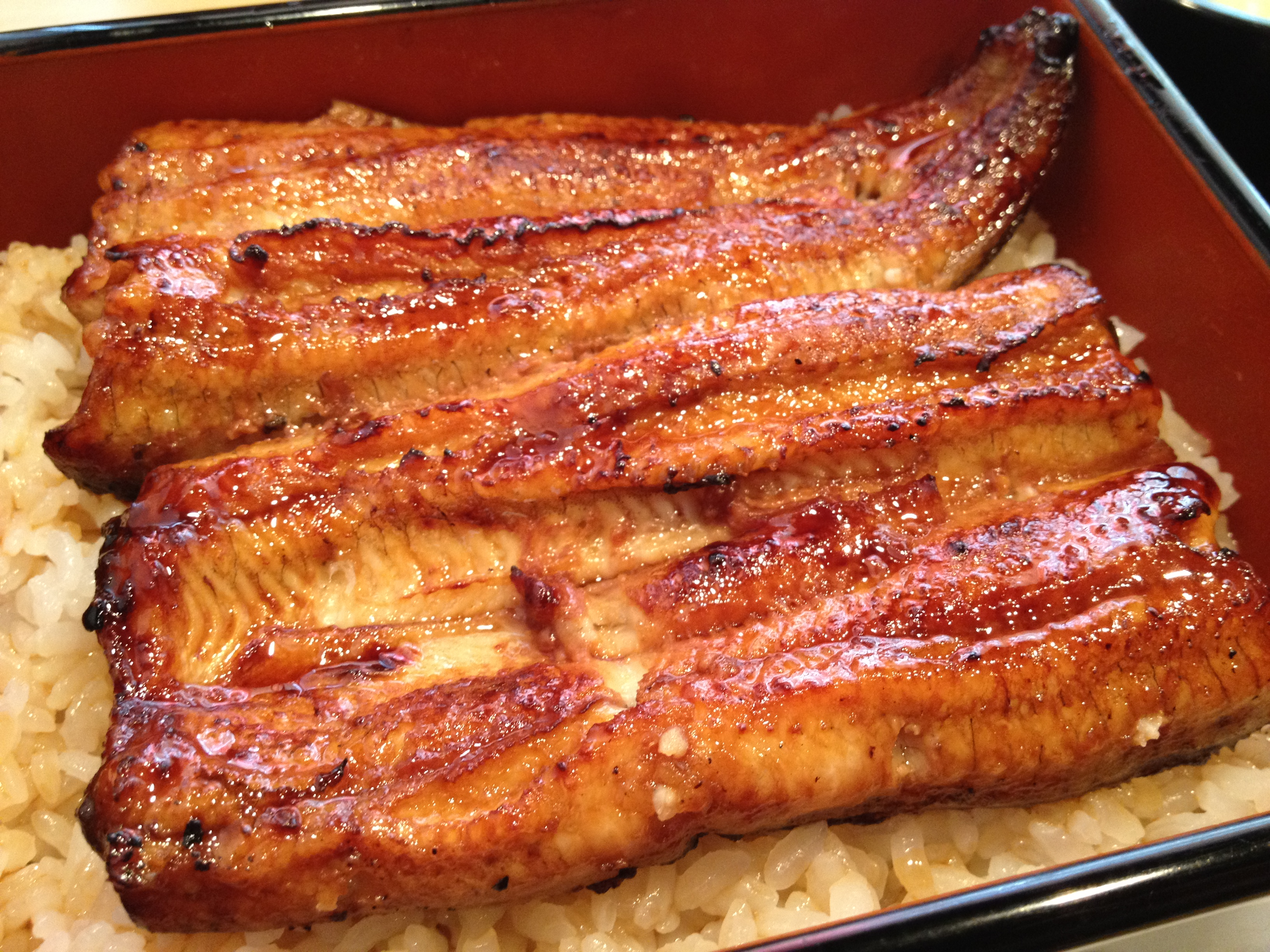
Unagi Kabayaki.

Além de unagui (enguia), a mesma preparação é feita com outros peixes sem escamas, como hamo (Muraenesox cinereus), dojō, bagre, anago (conger), e gimpo (ギンポ) (Pholidae).
Enguia à kabayaki é muito popular e uma rica fonte de vitaminas A e E, e ácidos graxos ômega-3. Um costume popular durante o período Edo envolvia comer kabayaki no verão para ganhar força e resistência , especialmente em um dia no meio do verão chamado  de doyo-no ushi-no-hi (土用の丑の日), que pode cair em qualquer data  entre 18 de julho e 8 de agosto de cada ano.
A enguia kabayaki é muitas vezes servida sobre uma  tigela de arroz (donburi) e chamada de unadon.

## Kantō vs. Kansai

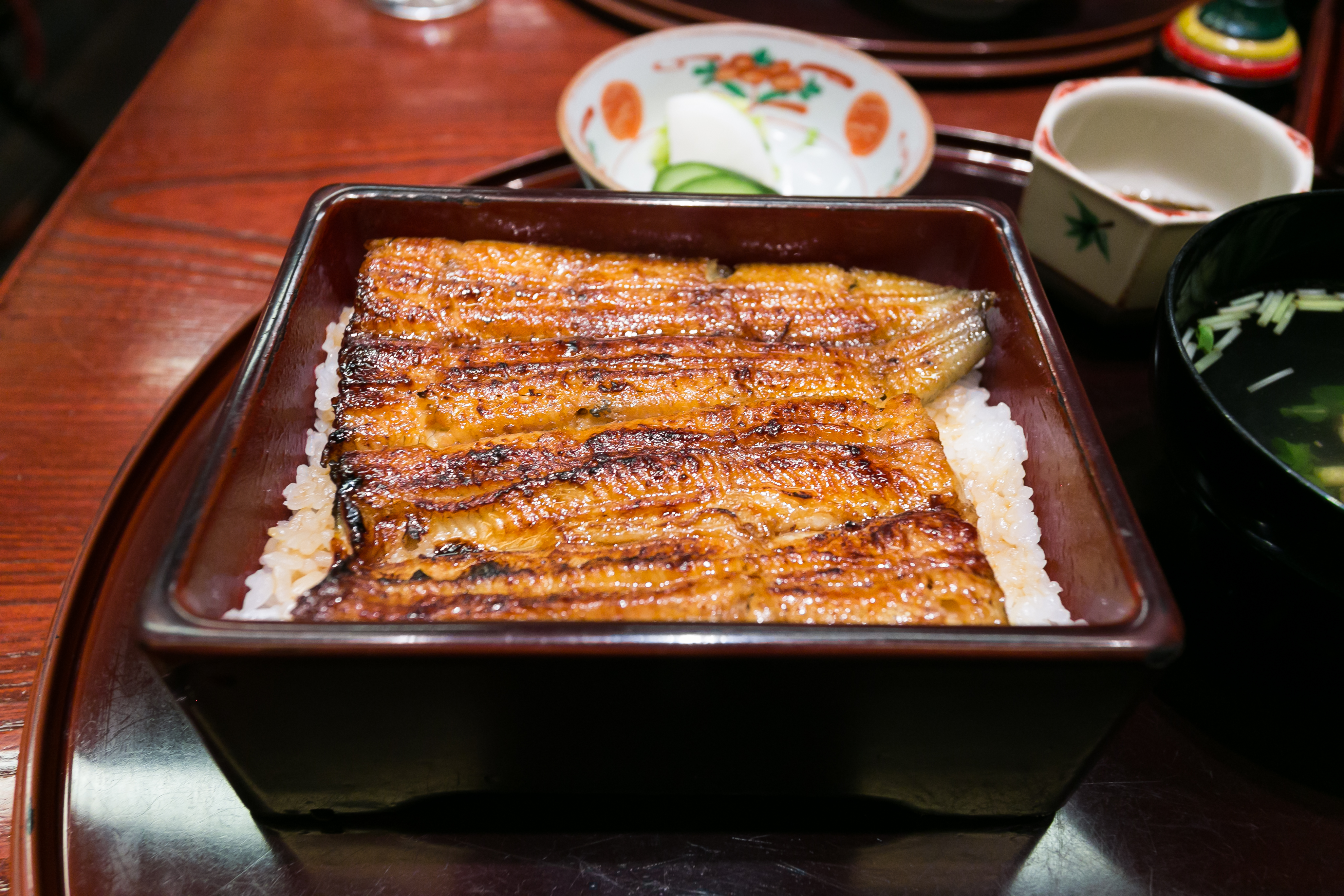
Um unaju, especialidade japonesa.

Existem duas formas gerais de se  cozinhar kabayaki. Na região de Kantō (nordeste do Japão), a enguia é cortada em suas costas e aberta, de forma que uma faixa de cor mais clara da barriga surge no meio de cada filé, no lado da pele. A enguia é cortada em filés menores, mais quadrangulares, e espetada. Em Kanto, a enguia espetada é primeiramente grelhada pura, então cozida no vapor, antes de ser temperada e grelhada novamente; como resultado, ela se torna mais macia e laminosa depois de grelhar.
Já na região de Kansai (oeste do Japão), a enguia é cortada pela barriga e grelhada diretamente, sem ser cozida no vapor antes, frequentemente no seu tamanho original. A pele exterior pode se tornar dura e mastigável, de modo que a enguia preparada seguindo esse estilo da região é geralmente colocada entre camadas de arroz quente, para que o vapor liberado pela comida ajude a amaciar a carne e sua pele.
Na área de Kansai, a enguia é muitas vezes chamada de mamushi, o mesmo nome de uma serpente venenosa comum no Japão (Gloydius blomhoffii).

## Etimologia
Há diversas hipóteses para a origem do nome kabayaki. Ele é geralmente escrito como 蒲焼き (蒲: tabúa-larga, Typha Latifolia; 焼き cozinhar, grelhar). A semelhança estética do prato com as florescências marrons e aveludadas da tabúa-larga é uma das sugestões para a origem etimológica do termo em escritos do século XVIII. O historiador Tekishū Motoyama argumenta que originalmente, a enguia era espetada verticalmente e cozida dessa maneira, aumentando mais ainda a semelhança com a planta, tanto na cor quanto na forma; ele também propõe que o nome tenha partido da palavra kōbashī (香ばしい, cheiroso, fragrante, aromático; termo usado especialmente em referência à alimentos).

Outra teoria explica o nome com base na semelhança do lado da pele ao kaba-kawa (樺皮, casca de faia).